# Last Summer (film 2013)
Last Summer è un film del 2013, scritto e diretto da Mark Thiedeman.

## Trama
Luke è un adolescente dislessico. Non va bene a scuola e comprende che passerà tutta la vita nel suo piccolo paesino. Questo non lo spaventa, tranne per il fatto di doversi separare dal suo ragazzo: Jonah. I due si conoscono da quando avevano entrambi quattro anni. I genitori sanno la verità e l'accettano. I due passano l'ultima estate insieme, tra compiti di recupero e tante fotografie, prima che il destino li divida.